# Pontboset
Pontboset est une commune italienne de la Vallée d'Aoste, faisant partie de l'Unité des communes valdôtaines du Mont-Rose et de la Communauté des 4 communes.

## Géographie
La commune de Pontboset s'étend dans la moyenne vallée de Champorcher.

Localisation de la commune de Pontboset à l'intérieur de la Vallée d'Aoste.

## Histoire
Au Moyen Âge, Pontboset appartenait à la Maison de Bard. Par la suite, son territoire fut divisé entre les nobles de Savoie et la Maison de Pont-Saint-Martin.

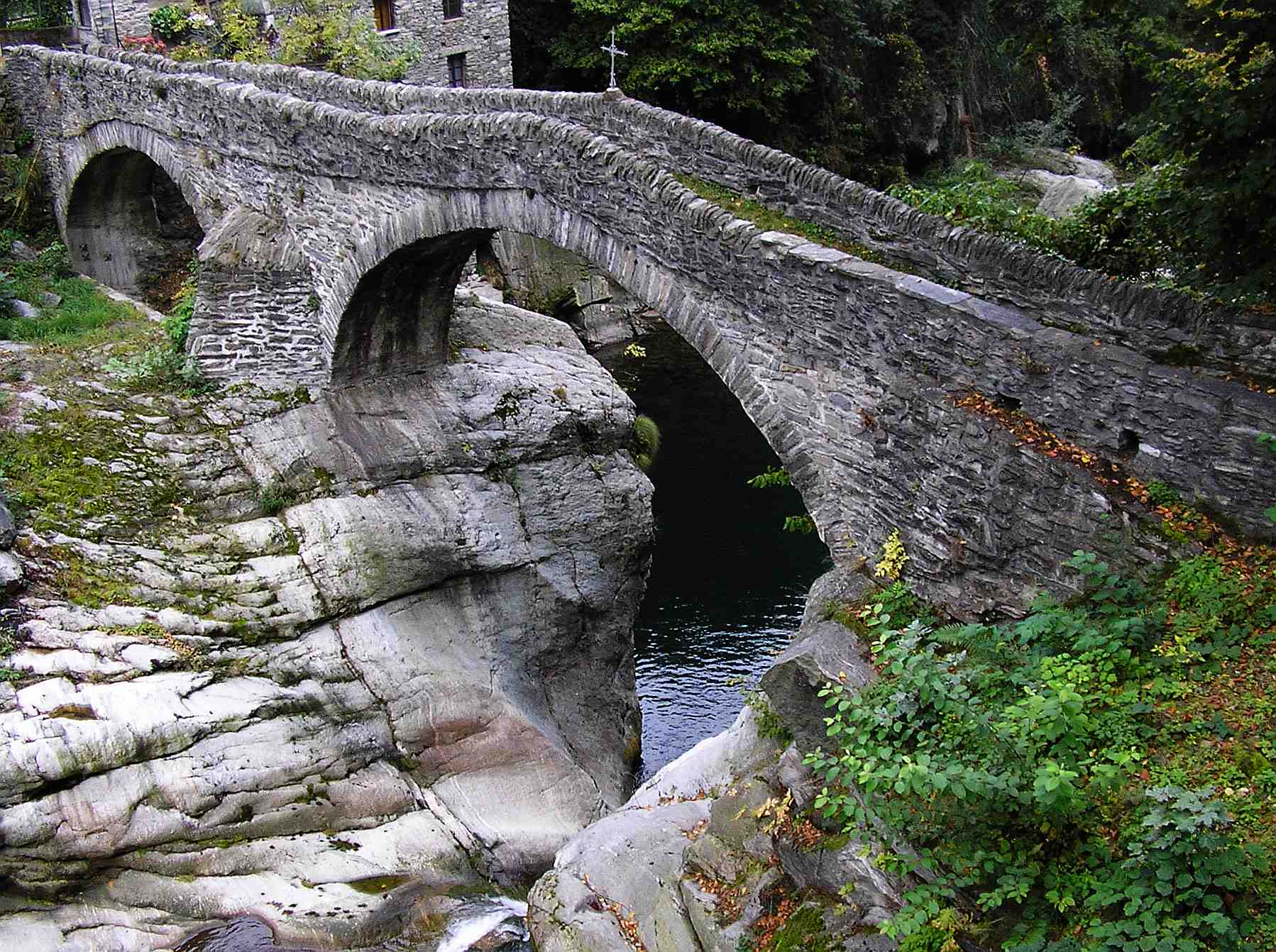
Le pont à arcade double enjambant le torrent Ayasse.

Sous la domination de Nicole de Bard, au XVIIe siècle, Pontboset a subi un développement important du point de vue architectural et économique : une fonderie fut construite au lieu-dit Fabrique, connue localement comme l'Usine aux clous, où les ponts en pierre sur l'Ayasse ont été construits. En 1682, les nobles Freydoz acquirent le fief de Pontboset.

## Monuments et lieux d'intérêt
- Les ponts en pierre du XVIIe siècle reliant le chef-lieu aux hameaux.
- L'église paroissiale Saint-Grat.
- La chapelle du Gom (1727).
- L'auberge de jeunesse Lou créton di lui (« La crête du loup » en patois pontbosard), sur la place de la maison communale, ancien siège de la paroisse.
- Le gouffre de Ratus, sur le torrent Brenve, affluent de l'Ayasse. Un sentier au départ du chef-lieu mène au gouffre, faisant partie de la Route des gouffres, qui unit les gouilles du Pourtset à Champorcher, à Fontainemore (Gouffre de Guillemore) et à Hône (les trois gouilles de Hône).
- Le sanctuaire de Rétempio.

## Société

### Évolution démographique
Habitants recensés

## Sport
Outre aux sports d'hiver, le vallée de Champorcher offre de nombreux parcours de randonnée.
Sur la commune de Pontboset a lieu la Pontboset Skyrace.

## Galerie de photos

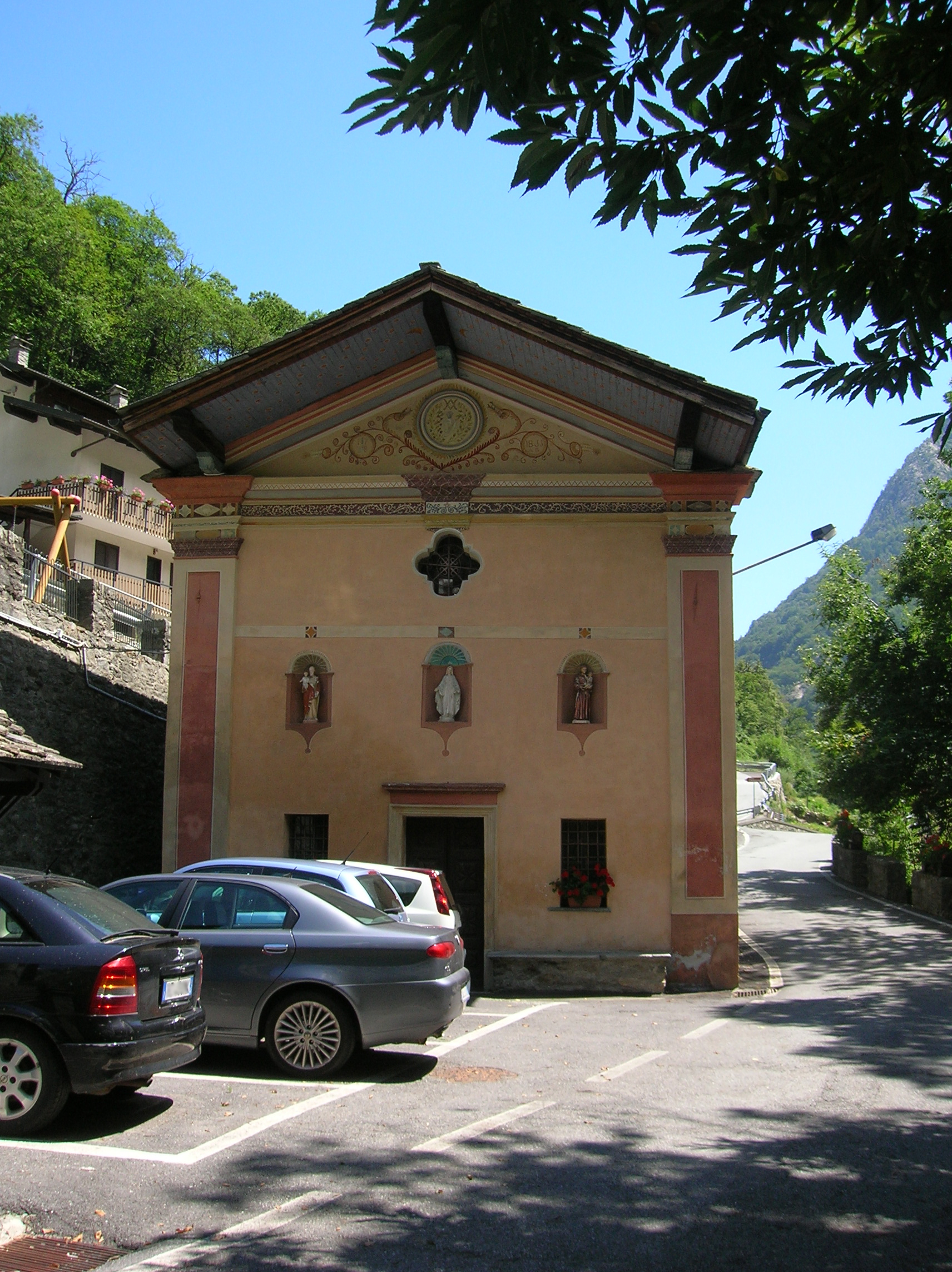
La chapelle du Gom.
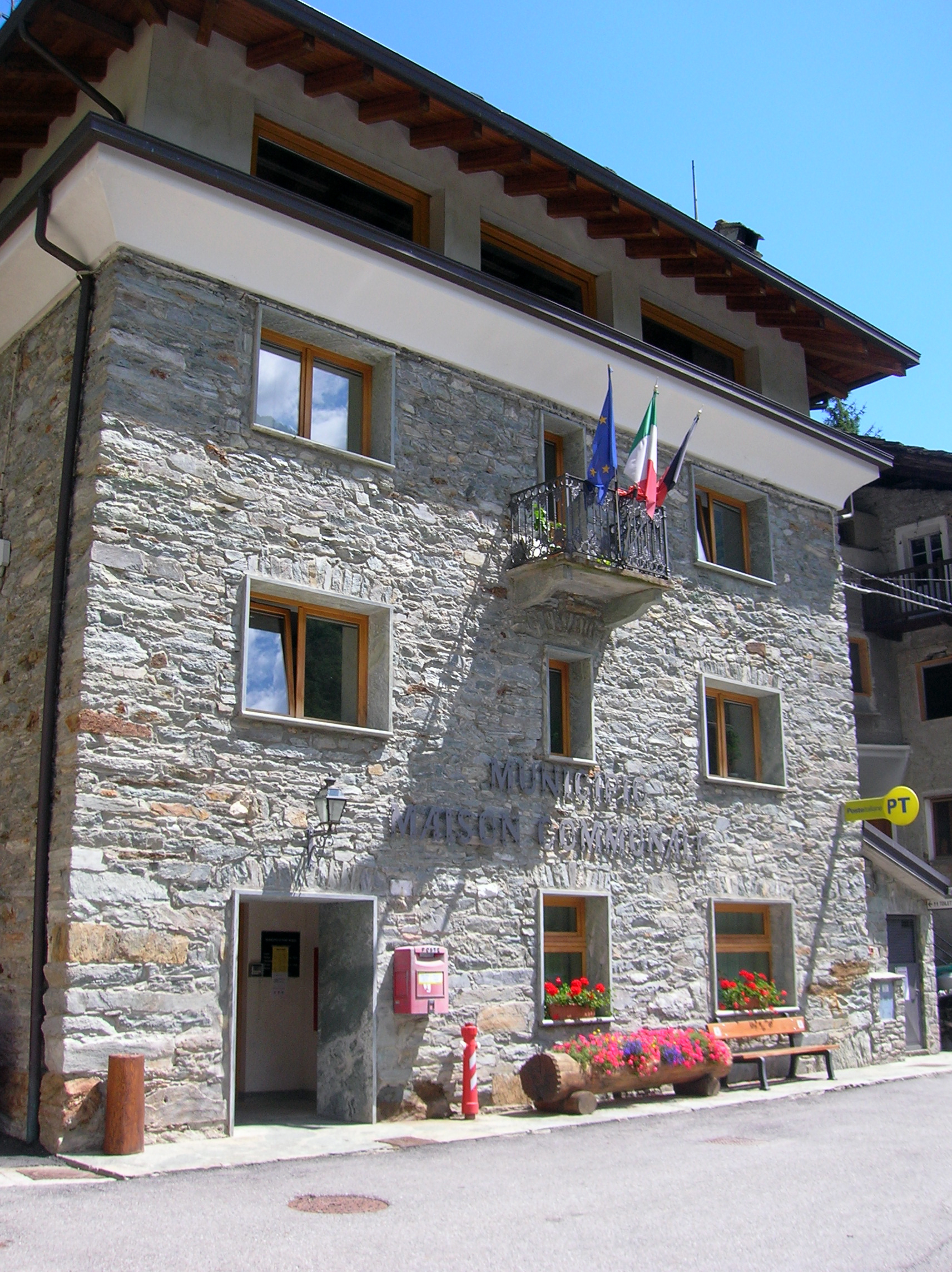
La maison communale.
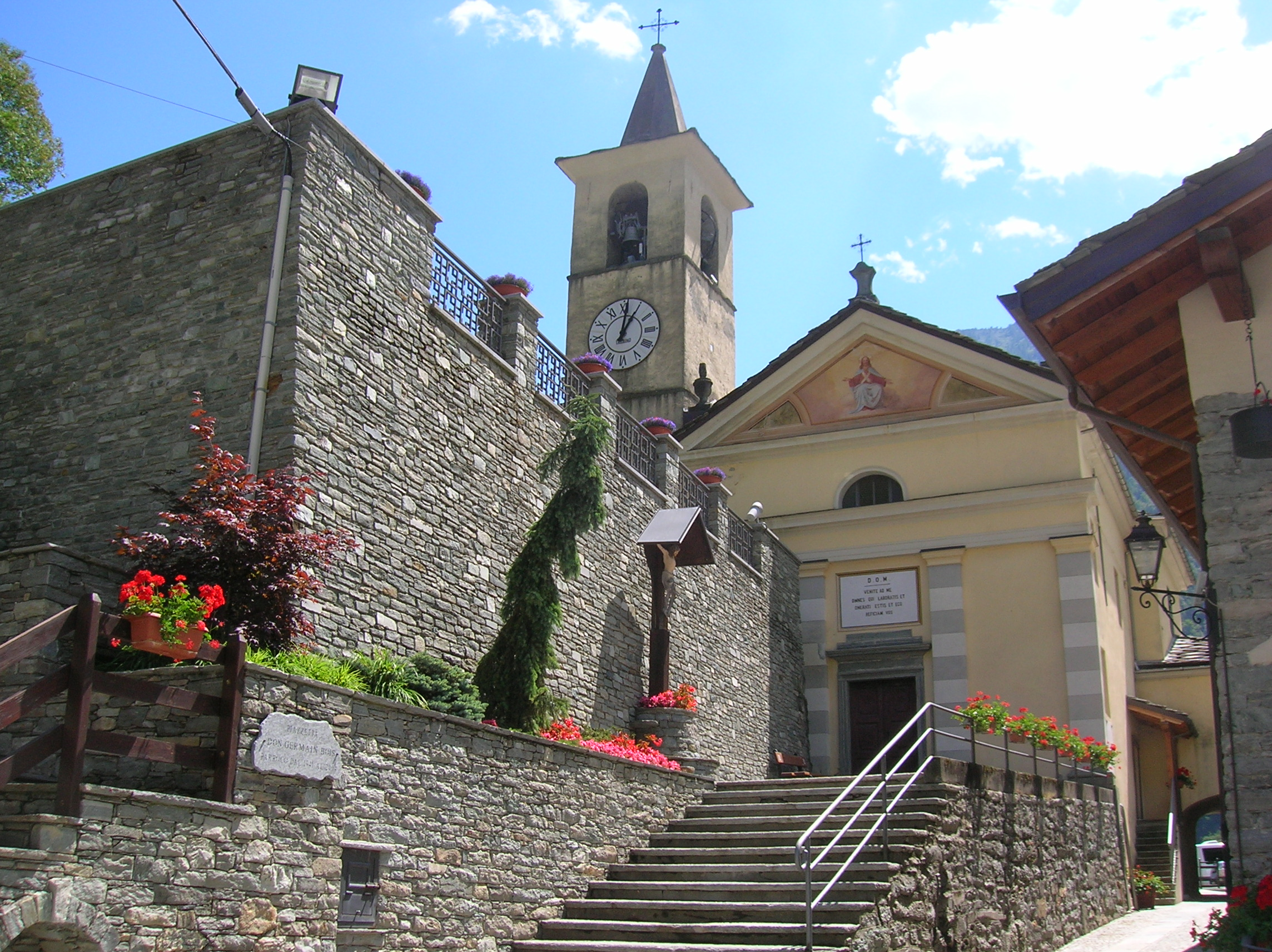
L'église paroissiale Saint-Grat sur la place Germain Bois, à Pont-Bozet (chef-lieu).
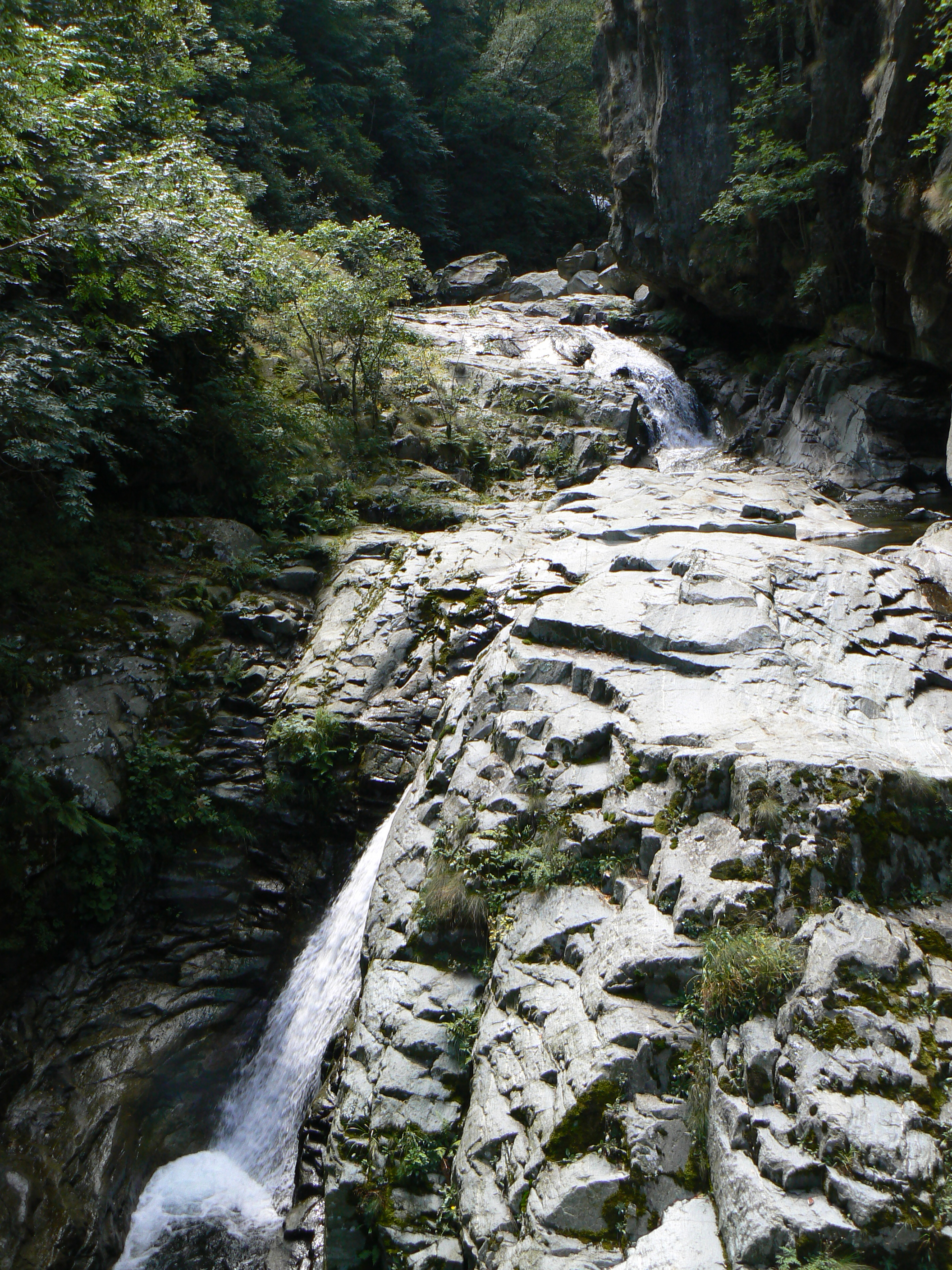
Le gouffre du Ratus sur le torrent Brenve.
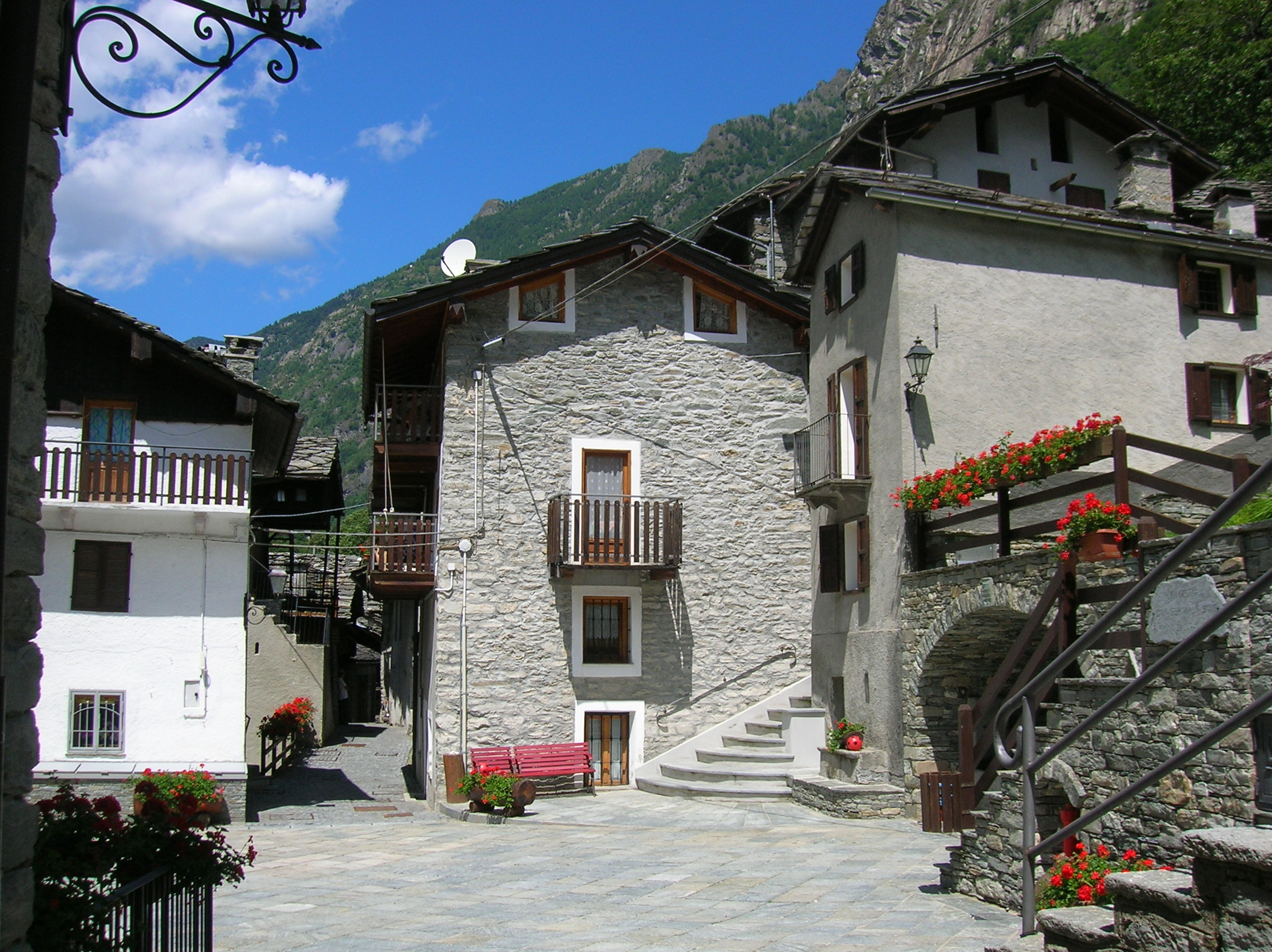
Place Germain Bois, à Pont-Bozet (chef-lieu).

## Administration
| Période                                  | Période     | Identité      | Étiquette     | Qualité |
| ---------------------------------------- | ----------- | ------------- | ------------- | ------- |
| 9 mai 2005                               | 24 mai 2010 | Ilo Chanoux   |               | Syndic  |
| 25 mai 2010                              | 9 mai 2015  | Ilo Chanoux   |               | Syndic  |
| 10 mai 2015                              | En cours    | Paolo Chanoux | Liste civique | Syndic  |
| Les données manquantes sont à compléter. |             |               |               |         |

### Hameaux
Pont-Bozet (chef-lieu), La Place, Frassiney, Savin, Trambésère, Pialemont, Piolly, Vareisaz, Terrisse, Valvieille, Frontière, Écreux, Crest dessous, Crest dessus, Percellette, Folliettaz, Délivret, Fournier, La Bourney, Barmelle, Barmacrepaz, Châteigne

### Communes limitrophes
Arnad, Champorcher, Donnas, Hône, Issogne, Traversella (TO), Vico Canavese (TO)